# Петровський Григорій Іванович

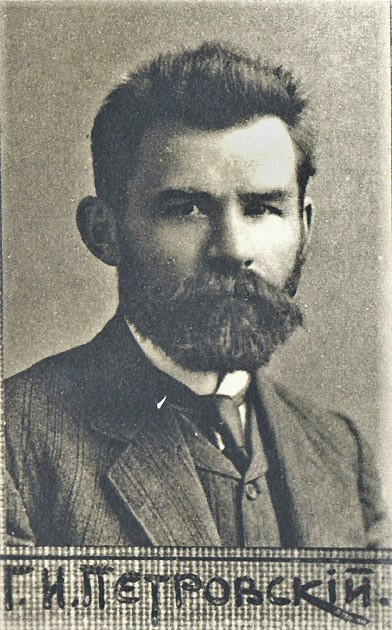
Петровський, 1917 рік

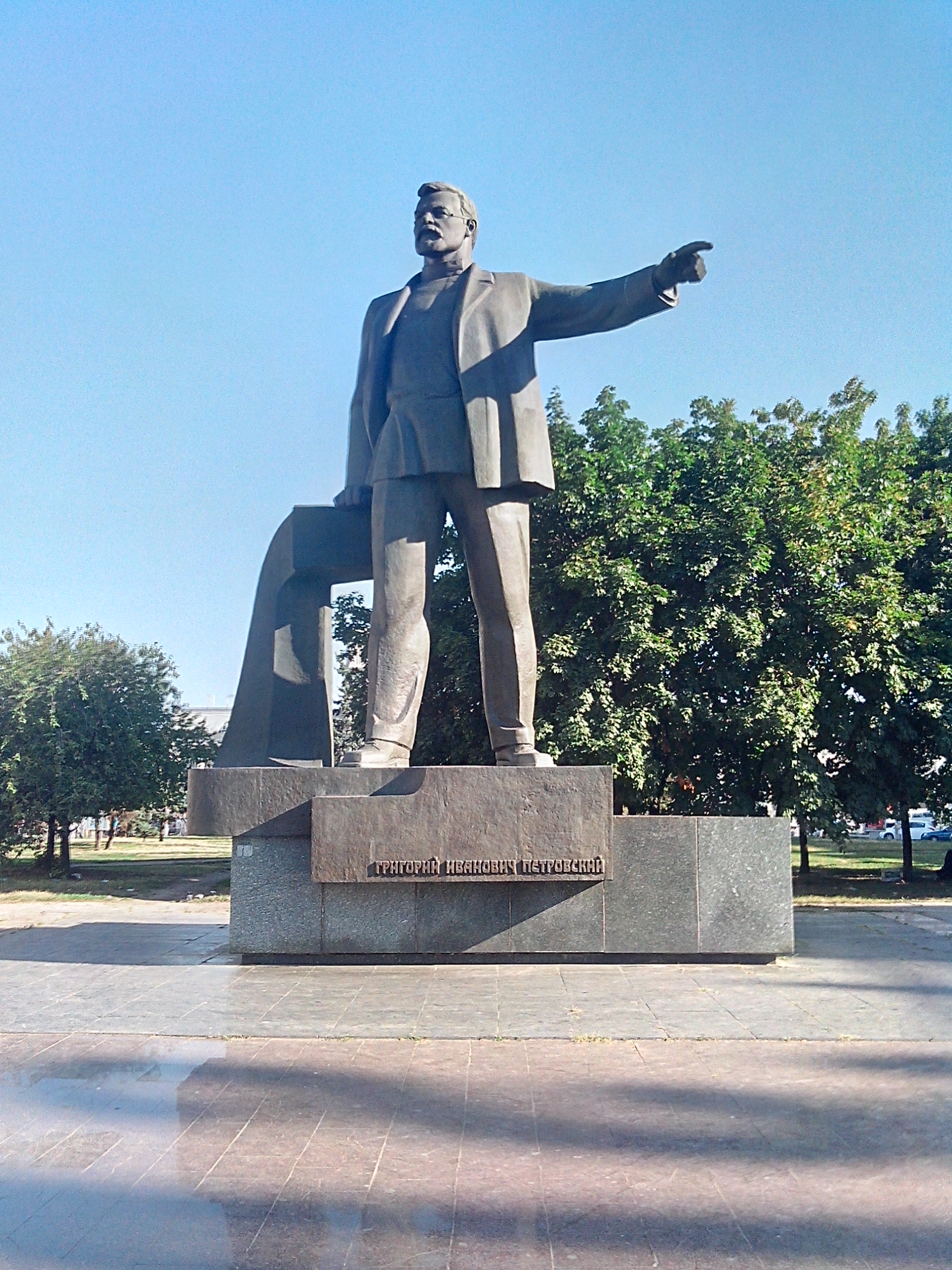
Колишній пам'ятник Петровському в Дніпрі

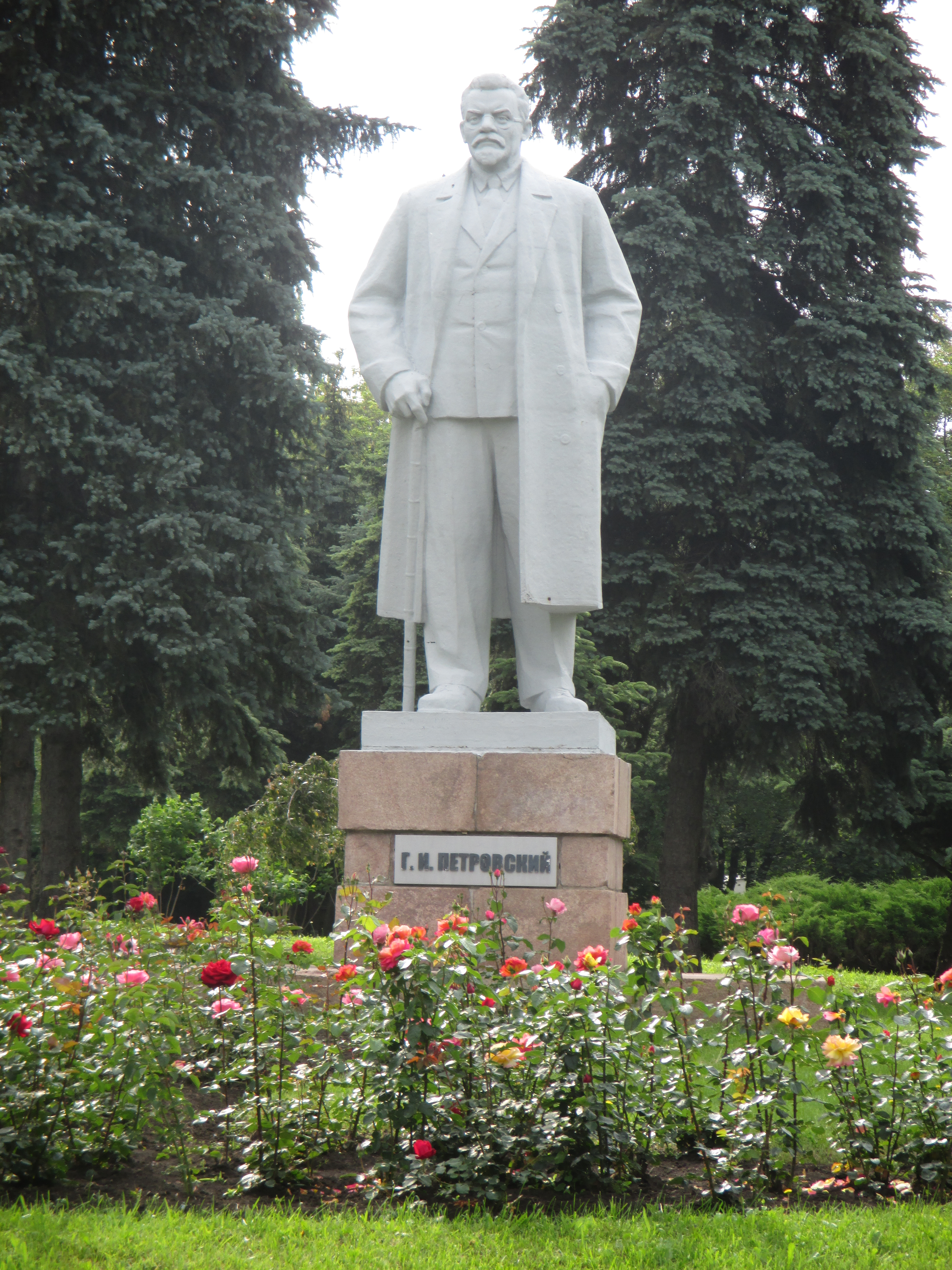
Пам'ятник Григорію Петровському в Донецьку

Петро́вський Григо́рій Іва́нович (22 січня [4 лютого] 1878, Печеніги, Харківська губернія, Російська імперія — 9 січня 1958, Москва, СРСР) — державний і політичний діяч Російської імперії та СРСР. Депутат IV Думи Російської імперії. Випусковий редактор газети «Правда». Був одним із ініціаторів створення ВЧК, яка відповідала за фізичний терор на окупованих територіях колишньої Російської імперії. Член ЦК КП(б)У в березні — квітні 1920 р. та у листопаді 1920 — червні 1938 р. Член Тимчасового ЦК КП(б)У в квітні — листопаді 1920 р. Член Політичного бюро ЦК КП(б)У від 15 квітня 1920 по 13 червня 1938 року. Член ЦК РСДРП(б) з 1913 по 1917 рік. Кандидат у члени ЦК РКП(б) в березні 1918 — березні 1919 р. та у квітні 1920 — березні 1921 р. Член ЦК ВКП(б) у березні 1921 — березні 1939 р. Кандидат у члени Політичного бюро ЦК ВКП(б) з 1 січня 1926 по 10 березня 1939 року. Член ВУЦВК. Член ЦВК СРСР 1—7-го скликань. Депутат Верховної Ради СРСР 1-го скликання.

## Життєпис
Народився в родині кравця і ткалі. З дитячих років проживав у Харкові. У 1880—1883 роках — учень Харківської показової чотирьохкласної школи при духовній семінарії.
З 1889 працював учнем слюсаря на заводі в Харкові. З квітня по вересень 1892 року — підручний-учень телеграфних майстерень у місті Катеринославі. З вересня 1892 по лютий 1899 року — токар на металургійному заводі міста Катеринослава.
У листопаді 1897 року ввійшов у катеринославський «Союз боротьби за визволення робітничого класу», пізніше — член Катеринославського комітету РСДРП. Керував підпільними робітничими гуртками, брав участь в організації страйків.
У лютому 1899 — лютому 1900 року — токар Харківського паровозного заводу. У лютому — липні 1900 року — токар механічного котельного заводу в місті Миколаєві.
З серпня 1900 по липень 1901 року перебував на адміністративному засланні, був ув'язненим у в'язниці міста Катеринослава.
У липні 1901 — травні 1902 року — електрик залізничних майстернь в Катеринославі. У травні 1902 — липні 1903 року — токар Нелепівського рудника в селищі Щербинівка Бахмутського повіту на Донбасі. У цей час познайомився з Іваном Бабушкіним.
З липня 1903 по січень 1904 року був ув'язненим в Бахмуті та Луганську.
У лютому 1904 — травні 1905 року — фрезерувальник турбін Катеринославського трубопрокатного заводу братів Шодуар. У травні — грудні 1905 року — токар Катеринославського металургійного заводу. 1905 року — секретар Катеринославської ради робітничих депутатів і страйкового бойового комітету.
З листопада 1905 по червень 1906 року був безробітним, переховувався від поліції у Харкові, Краматорську та на станції Микитівка Південної залізниці.
Влітку 1906 емігрував до Німеччини, з червня по серпень 1906 року працював токарем заводу в районі Мальштатт-Бурбах в Саарбрюккені. Восени 1906 року повернувся до Російської імперії, вів роботу в нелегальних соціал-демократичних організаціях. З серпня 1906 по лютий 1912 року — токар Нікополь-Маріупольського гірничо-металургійного заводу і металургійного заводу товариства «Провіданс» в місті Маріуполі.
1912 обраний членом IV Державної думи Російської імперії від Катеринославської губернії, трибуну якої використовував для пропаганди ідей більшовизму. Очолюючи більшовицьку фракцію у Державній думі, неодноразово піднімав питання пригноблених народів імперії, дозволу на відкриття україномовних шкіл. 20 травня (2 червня) 1913 виголосив промову, у якій виклав позицію РСДРП(б) з національного питання: 
«Я — представник пролетаріату однієї з народностей, яких цькує і пригноблює уряд. В Катеринославській губернії проживає 7/10, якщо не більше, українців, яких офіційно називають малоросами… Українцеві досить оголосити читання лекції українською мовою, й хоч ця лекція не матиме за своїм змістом нічого політичного й злочинного, нічого незаконного її буде заборонено, її буде заборонено. Чому? Тому що вона читатиметься українською мовою […] Справжнє розв'язання національного питання у Росії, як і в інших країнах, можливе лише за цілковитого демократизму, що забезпечує послідовний і вільний розвиток національностей на основі цілковитого самовизначення. Прискорити прихід такого ладу може тільки цілковите злиття пролетарів усіх національностей у боротьбі за соціалізм проти всякої буржуазії і проти наших поміщиків, які розпалюють національну ворожнечу»
Брав участь у Краківській та Поронинській нарадах ЦК РСДРП, працював у редакції газети «Правда», 1913 був її офіційним випусковим редактором. Член масонського Міжпарламентського союзу (1910-ті).
У листопаді 1914 року Г. Петровського заарештовано й заслано на довічне ув'язнення в Туруханський край (північ Східного Сибіру).
Після Лютневої революції 1917 року в Росії з березня по червень 1917 року — комісар та голова Комітету громадянської безпеки Якутської області. У червні 1917 року перебрався в Петроград. У липні 1917 року ЦК РСДРП(б) послав його як свого представника до Катеринослава і Донбасу, обраний членом Катеринославського комітету РСДРП(б).
4(17) листопада 1917 — березень 1919 року — народний комісар внутрішніх справ Російської СФРР, один із організаторів ВЧК. Член російської делегації на мирних переговорах у Бересті, підписав 3 березня 1918 року за РСФРР договір про укладання миру з Німеччиною.
З 14 березня 1919 до 25 липня 1938 року — голова Всеукраїнського центрального виконавчого комітету (ВУЦВК) («всеукраїнський староста»).
У квітні 1919 року був одним із керівників операції з жорстокого придушення Куренівського повстання проти більшовиків у Києві.
Одночасно, з 11 грудня 1919 по 19 лютого 1920 року — голова Всеукраїнського революційного комітету. З 1920 по 1933 рік — голова Всеукраїнського центрального комітету «незаможних селян».
У 1922 році від УСРР підписав Договір про утворення СРСР.
30 грудня 1922 — 12 січня 1938 року — один із співголів ЦВК СРСР. 3 17 січня 1938 по 31 травня 1939 року — заступник голови Президії Верховної Ради СРСР.
З 1940 по 9 січня 1958 року працював заступником директора Музею Революції із адміністративно-господарської, наукової частин у Москві.
Петровський належав до тієї частини партійного й державного апарату УСРР, яка, орієнтуючись на Москву, повністю відкидала ідею українських націонал-комуністів про можливість існування української радянської державності. У серпні 1922 року, представляючи Україну у складі комісії з підготовки союзного договору, повністю підтримав проєкт Йосипа Сталіна про входження формально незалежних радянських республік до складу РСФРР на автономних правах. У 1923 році під час підготовки конституції СРСР виступив проти позиції Миколи Скрипника, Олександра Шумського, Християна Раковського, спрямованої на побудову державного устрою СРСР на конфедеративних засадах.
Проведена під орудою керівництва УСРР примусова колективізація села й вилучення хліба призвели до Голодомору 1932—1933 років. Наприкінці жовтня 1932 року Г. Петровського призначено відповідальним за виконання хлібних заготівель у Донецькій області.
Був головою Всеукраїнського ЦК незаможних селян, займав важливі пости в Комінтерні. На відміну від багатьох інших старих більшовиків, уник репресій у 1930-ті роки.
Помер 9 січня 1958 року. Похований біля Кремлівської стіни в Москві.

## Петровський і Голодомор 1932—1933
У лютому 1932 року Петровський надіслав листа в ЦК КП(б)У з пропозицією написати в Москву детальний звіт про нестачу продовольства й просити ЦК ВКП(б) видати постанову про припинення хлібозаготівель в Україні. 10 червня 1932 року надіслав листа Молотову і Сталіну, де пише про голод в Україні й просить надати продовольчу допомогу українському селу.
Олександр Фельдман, голова і організатор російськомовної правозахисної організації «Український єврейський комітет», заявив, що в оприлюдненому 2006 року від Служби безпеки України списку організаторів Голодомору не вказано Григорія Петровського, Власа Чубаря, голову Раднаркому УСРР; В. Приходька, генерального прокурора УСРР; Миколу Скрипника та інших. З заяви УЄК:
|  | Український єврейський комітет заявляє, що опублікований нещодавно Службою безпеки України на підставі її архівних матеріалів перший «Список партійних і радянських керівників, керівних співробітників ОГПУ і ГПУ УРСР, а також документів, які стали організаційно-правовою підставою для проведення в Україні політики Голодомору-Геноциду і репресій», фактично покладає етнічну відповідальність за трагедію Голодомору на євреїв і латишів. |

Директор Архіву СБУ Сергій Кокін у інтерв'ю Бі-Бі-Сі назвав закиди Українського єврейського комітету щодо етнічної упередженості Служби безпеки безпідставними і заперечив участь Петровського в організації Голодомору Сергій Кокін каже, що СБУ подало документи в такому вигляді, в якому вони зберігалися в архівах:
|  | Ми виходили з тих документів, які є в архіві Служби безпеки України. Там дуже багато чекістів. Серед керівників дуже багато було людей тієї національності, про яку зараз іде мова. І тут немає необ'єктивності. Це так було. Особливо це було характерно для центрального апарату тодішніх органів державної безпеки. Оскільки ж ці люди фігурують у цих документах, тому вони й потрапили до списку. Якби в наших документах фігурував би в такій якості Григорій Іванович Петровський, то він би також був би у цьому списку. Але чого немає того немає в наших документах. |

Наслідки Голодомору Петровський спостерігав на Дніпропетровщині, яку відвідав наприкінці квітня — початку травня 1933 р. Наявність половини робочоı̈ худоби в колгоспі вважав нормальним явищем, а його наказ «дати продовольчу допомогу голодуючим» не виконувався через відсутність хліба, який вивезли на елеватори заготівельноı̈ контори «Союзхліб». Звернення украı̈нськоı̈ номенклатури до Кремля за хлібом вважалися проявом «гнилого лібералізму». 3 травня 1933 р. Петровський особисто перевірив стан Богданівськоı̈ сільради Покровського р-ну Дніпропетровськоı̈ обл., у якій зникло 400 селянських дворів, а на 114 хат припадала одна корова, половину свиней забрали через «натуральний штраф», виявили 52 центнери прихованого в ямах хліба. Села Водяне, В'язівка, Межиріч Павлоградського р-ну охопив масовий голод. Його номенклатурним творцем був Петровський, хоч у лютому — червні 1932 року намагався переглянути методи і систему хлібозаготівлі. Голова законодавчого органу УСРР причетний до формування карально-репресивного механізму позбавлення селян хліба, особисто впроваджував його восени 1932 та протягом першоı̈ половини 1933 р., виявив службову бездіяльність щодо унеможливлення Голодомору.

## Нагороди
Був нагороджений двома орденами Леніна (3.02.1938, 28.04.1953), орденом Червоного Прапора (23.02.1928) і трьома орденами Трудового Червоного Прапора (два з них від Радянської України).
На честь Петровського у 1926 році місто Катеринослав перейменували на Дніпропетровськ (з 2016 року — Дніпро), також на його честь було названо Петрівський район у Києві (нині територія Подільського і Оболонського районів).

## Декомунізація
Пам'ятник Григорію Петровському був споруджений 1970 року в Києві у Хрещатому парку на розі вулиці Михайла Грушевського і Петрівської алеї біля Національної парламентської бібліотеки з 1970. Пам'ятник було демонтовано 25 листопада 2009.
29 січня 2016 року пам'ятник Григорію Петровському в Дніпропетровську було скинуто з постаменту групою активістів.
19 травня 2016 року Верховна Рада України в рамках декомунізації змінила назву міста з Дніпропетровська на Дніпро та назву Дніпропетровського району на Дніпровський. За відповідне рішення на засіданні проголосували 247 депутатів. Постанова набрала чинності з дати її прийняття. Перейменування Дніпропетровської області відкладене у зв'язку з тим, що її назву закріплено в статті 133 Конституції України, для змін якої наразі у Верховній Раді немає необхідної кількості голосів.
З 1 березня по 1 травня 2017 року відбувалося громадське обговорення пропозиції щодо перейменування станції «Петрівка» на «Почайну»; станцію було перейменовано 23 лютого 2018 року.
Вулиці Петровського були перейменовані, окрім тимчасово окупованих територій. Також залишився пам'ятник Григорію Петровському в Донецьку.

## Твори
- Петровський Г. І. Вибрані статті і промови / Упоряд. О. М.Стадник та ін. — 2-ге вид., доп. — К.: Політвидав України, 1978. — 436 с.
- Петровский Г. И. Избранные произведения / Ред. кол. В. И. Куликов, И. Ф. Курас и др. — М.: Политиздат, 1987. — 430 с. (рос.)